# Río Torrox
El río Torrox, también llamado río Patamalara, es un río de España de la cuenca mediterránea andaluza, que discurre en su totalidad por el territorio del este de la provincia de Málaga. 
Tiene una longitud de unos 16,5 km. Nace en el paraje de las Lomas de la Mota, en la Sierra de Almijara, y discurre en dirección norte-sur atravesando los términos municipales de Cómpeta y Torrox hasta su desembocadura en el Mediterráneo en la punta de Torrox.

## Cuenca
La cuenca de río Torrox abarca una superficie de 64 km² que recoge las aguas de los manantiales de la Sierra de Almijara. En relación con la fauna, es fácil encontrar ejemplares de cabra montés (Capra hispanica pyrenaica) en las zonas más arriscadas de la cuenca y de aves rupícolas sobrevolando la zona como la chova piquirroja (Pyrrocorax pyrrocorax) o el águila real (Aquila chrysaetos), que nidifica en estas sierras.

## Historia
La ciudad romana de Caviclum estaba situada junto a la desembocadura del Torrox, según indica en el yacimiento denominado Conjunto del Faro de Torrox, donde se ha podido documentar una villa a mare, y las termas asociadas a ella, una factoría de salazones, posteriormente reaprovechada como necrópolis, y dos hornos, que integrarían una alfarería, destinada a abastecer de productos tanto a la villa como a la factoría próxima.